# Hot Wheels: Race Off+
Hot Wheels: Race Off, перезапущенная в 2024 году как Hot Wheels: Race Off+ — компьютерная игра, посвященная игрушечным машинам марки Hot Wheels, разработанная британской компанией Hutch Games. Первоначальный релиз игры состоялся в 2016 году. В 2021 году Hutch заявила о прекращении поддержки игры, а в 2024 году она была перезапущена и выпущена в Apple Arcade.
В игре присутствуют 30 автомобилей, 60 уровней, 6 коллекций и этапов. По мотивам этой игры, компания Connect Game Studios выпустила ряд игр-ремейков, один из которых набрал более 1 миллиона загрузок в Google Play.

## История

Иконка игры с 2018 года (Android и tvOS)

Все началось с того, как производитель игрушечных машин бренда Hot Wheels, американская компания Mattel, обратилась к британской компании Hutch Games с предложением о создании игры. Компании заключили лицензионное соглашение. Команда Hutch провела целую неделю в офисе Mattel в Лос-Анджелесе, чтобы узнать все, что только можно, о бренде Hot Wheels.
Первая версия игры (0.1.3442) была выпущена 13 октября 2016 года для устройств Android компанией Hutch Games. 21 декабря 2016 года, Hot Wheels: Race Off (версия 1.0.4606) была выпущена для устройств iOS, а также появилась в App Store и Google Play. 1 марта 2017 года игра была выпущена для tvOS. 2 декабря 2020 игра была обновлена с уведомлением о том, что она перестанет поддерживаться с 31 мая 2021 года. 2 марта 2021 года было выпущено последнее обновление игры Hot Wheels: Race Off (11.0.12232), после чего Hutch Games прекратила обслуживание и поддержку игры.
1 ноября 2024 года Hutch возобновила проект под названием Hot Wheels: Race Off+. Было сообщено о том, что Mattel снова собирается сотрудничать с компанией, и о том что игра выйдет уже 5 декабря в Apple Arcade. 5 декабря 2024 года полная версия игры была официально выпущена.

## Геймплей
В игре есть три режима:
- Гонка дня (закрыта с 2 марта 2021 года) — в этом режиме игроку нужно будет обогнать 3 лидеров на разных трассах, чтобы получить награды. При этом у игрока будет всего 2 жизни, и если он проиграет, они будут отниматься. Если игрок теряет обе жизни, то гонка заканчивается, и игрок ничего не получает.
- Многопользовательский режим (мультиплеер) (закрыт с 2 марта 2021 года) — до 2 марта 2021 года в Hot Wheels: Race Off работала функция многопользовательского режима (мультиплеера), в которой после входа в систему (например через Google Play Games) вы можете играть против других игроков со всего мира.
- Однопользовательский режим (в данный момент работает во всех версиях) — режим одиночной игры. В нем вы сможете проходить трассы, открывать для себя новые этапы и коллекции, прокачивать автомобиль.

В игре игрок и другой автомобиль участвует в гонке по прямой длинной трассе. Цель игры — обогнать другой автомобиль, постараться не израсходовать топливо и не перевернуться. При этом вы также можете получать монеты, которые могут улучшить ваши характеристики, такие как скорость, сцепление и другие.

## Рецензии
| Иноязычные издания    | Иноязычные издания |
| Издание               | Оценка             |
| --------------------- | ------------------ |
| «Gamezebo»            | [ 21 ]             |
| «Steemit»             | [ 22 ]             |
| «TalkAndroid»         | [ 23 ]             |
| Русскоязычные издания |                    |
| Издание               | Оценка             |
| «Игры Mail.ru»        | 8/10               |

- Редакция на сайте Игры Mail.ru оценила игру на 8/10[24].

### Комментарии
1. ↑  Позже дата была перенесена на 2 марта 2021 года, однако в внутреигровом уведомлении дата не была изменена.